# 钱熠
钱熠（1975年—），中国昆剧演员。1975年出生于上海，1985年进入上海市戏曲学校（现上海戏剧学院附属戏曲学校）昆剧班（亦称“昆三班”）学习。初习六旦，后经昆剧表演艺术家岳美缇老师点拨，改学闺门旦（五旦）和正旦行当。1994年戏校毕业后钱熠进入上海昆剧团担任旦角演员。在昆剧《牡丹亭》、《白蛇传》、《玉簪记》等传统剧目中担任主演角色, 多次与剧团表演艺术家们合作演出折子戏，19岁时，随团参加全国昆剧青年演员展演，获文化部颁发“优秀兰花新蕾奖”。现居住于美国纽约市，为纽约海外昆曲社驻社艺术家。

## 演出全本《牡丹亭》
1998年底，钱熠赴美，参与纽约市林肯中心艺术节制作、华裔导演陈士争执导的被誉为“中国莎士比亚”的明代戏剧家汤显祖的全本《牡丹亭》排练。1999年7月该剧在林肯中心艺术节上作开幕演出，全剧55折总时长20小时，连演两轮，场场爆满。随着全本《牡丹亭》在美国、欧洲大陆（卡昂、巴黎、米兰）、新加坡、香港地区以及澳洲（珀斯）等地主要音乐艺术节巡回演出，钱熠也受到了西方主流媒体的关注。《纽约时报》文章中描述她「熠熠闪光」、「中国的昆曲公主」；《纽约杂志》评价她的表演「引人入胜,目不转睛」；《华尔街日报》形容她的表演是「无与伦比」；《联合早报》评论为「艺惊四座」。
全本《牡丹亭》在巴黎金秋艺术节上的演出实况记录影片在2000年林肯中心艺术节放映，并制作成13集电视片，在欧洲arte频道播出。2001年在北美、台湾地区还出版了精华版DVD光碟。中国大陆地区也在2005年引进发行。

## 表演艺术
虽然是在自己昆曲艺术成长期离开中国，但西方艺术氛围又提供了另外一片天地。定居美国后, 钱熠主演了多部改编自中国传统戏剧并融合西方戏剧元素的现代舞台剧。 于意大利斯波莱托夏季音乐与歌剧艺术节（Spoleto Festival）主演 《鬼情人》、 美国林肯中心艺术节主演《赵氏孤儿》、美国剑桥的A.R.T演出《六月雪》。
钱熠一直热衷参与西方戏剧、舞台剧和音乐剧的表演，拓展自己表演领域。和西方著名导演 Meredith Monk、Karin Coonard 及 Bartlett Sher 均有合作。2005年纽约林肯中心艺术节与丹麦奥胡斯艺术节为纪念安徒生诞辰200周年，联合制作多媒体剧《童话般的人生》，钱熠扮演Jenny Lind一角。2008年，她在旧金山歌剧院陈士争导演的根据谭恩美最畅销的同名小说改编的西洋歌剧《接骨师的女儿》中领衔主演。近几年, 钱熠也不断揣摸、尝试剧场表演的个人创作作品。在华盛顿肯尼迪艺术中心Page to Stage新剧发表艺术节中表演《月袍》（A Robe for the Moon） 目前正在打磨另一个作品《狐仙》。2016年演出由臺灣高雄衛武營國家藝術文化中心、林肯中心(Lincoln Center)、美國斯波萊多藝術節(Spoleto Festival USA)及新加坡藝術節跨國共製的獨幕歌劇《驚園》，詩意般地融合了來自西方被逐出伊甸園的夏娃，和著名的東方戲曲《牡丹亭》中杜麗娘的故事，靈感發想自艾美獎得主馬文的裝置藝術，舞台設計結合摺紙、水墨、光影效果和多媒體裝置，產生「以歌召景」的動態景觀，錢熠擔綱女主角、由作曲家黃若全新編創音樂，指揮簡文彬率領交響樂團獻聲。

## 推广昆曲
作为一名传统戏曲表演者，钱熠一直致力于当代中国戏曲新创剧目的创作演出。2007年主演了《梦蝶》，该剧是台湾当代传奇剧场为庆祝台湾国家戏剧院建院20周年所推出的年度大戏。2009年在台北新舞台，钱熠与台湾南管天后王心心同台联袂主演新编剧 《霓裳羽衣·南管昆曲》“500年首次跨界合作”被传为佳话。2010年台湾新象文教基金会在国父纪念馆演出白先勇原著的话剧《游园惊梦》，出演天辣椒——蒋碧月。
钱熠还曾在美国多地巡回演出，介绍和推广中国古老的昆曲艺术。除了现场表演之外，钱熠还积极将中国传统戏曲推广至美国学术界和主流文化阶层。 在Barnard学院、哥伦比亚大学、亨特学院(Hunter college)、纽约大学，哈佛大学.等全美众多的学校及博物馆里开设讲座，教授中国戏曲的精华。2011年，为庆祝昆曲被联合国教科文组织列为“人类口述及非物质文化遗产”10周年，启动上海昆剧团访问美国演出和讲座。 在纽约和华盛顿与上海昆剧团联合演出了《长生殿·絮阁》、《玉簪记·琴挑》等经典折子戏。同时重返2011年林肯中心艺术节，加盟David Michalek的大型公共视觉艺术作品Portraits in Dramatic Time

## 相关链接
- 个人官方网站 http://www.qianyiarts.com （页面存档备份，存于）
- 新浪博客 http://blog.sina.com.cn/qianyiarts （页面存档备份，存于）
- 新浪微博 http://weibo.com/qianyiarts （页面存档备份，存于）
- 豆瓣网小组 http://www.douban.com/group/228286/ （页面存档备份，存于）
- 全本《牡丹亭》精华版DVD豆瓣讨论区 https://web.archive.org/web/20110502155119/http://movie.douban.com/subject/1441087/
- 海外昆曲社驻社艺术家 http://www.kunqusociety.org/html_cn_jian/residentartists_cn_jian.htm （页面存档备份，存于）